# Nina Rosić
Nina Rosić est une joueuse de volley-ball serbe née le 5 mai 1990 à Belgrade. Elle mesure 1,72 m et joue au poste de libero. Elle totalise 29 sélections en équipe de Serbie. Son frère Nikola Rosić est également joueur de volley-ball.

## Clubs
| Club                    | De        | À         |
| ----------------------- | --------- | --------- |
| OK Obilić Belgrade      |           | 2005-2006 |
| Étoile Rouge            | 2006-2007 | 2009-2010 |
| Voléro Zurich           | 2010-2011 | 2012-2013 |
| ES Le Cannet-Rocheville | sep 2013  | déc 2013  |
| Étoile Rouge            | 2014-2015 | 2015-2016 |
| OK Beograd              | jan 2020  | …         |

## Palmarès

### Équipe nationale
- Championnat d'Europe des moins de 18 ans
  - Finaliste : 2007.
- Ligue européenne
  - Vainqueur : 2009.

### Clubs
- Championnat de Serbie
  - Vainqueur : 2010.
  - Finaliste : 2008, 2009.
- Coupe de Serbie
  - Vainqueur : 2010.
  - Finaliste : 2007, 2009.
- Coupe de la CEV
  - Finaliste : 2010.
- Championnat de Suisse
  - Vainqueur : 2011, 2012, 2013
- Coupe de Suisse
  - Vainqueur : 2011,2012, 2013.
- Supercoupe de Suisse
  - Vainqueur : 2010, 2011.
- Supercoupe de Serbie
  - Finaliste : 2014.

### Distinctions individuelles
- Coupe de la CEV féminine 2007-2008: Meilleure libero.